# Jean-Claude Goffard
Jean Claude Goffard, né le 26 février 1744 à Toul (Trois-Évêchés), mort le 13 mai 1805 à Toul (Meurthe-et-Moselle), est un général français de la Révolution et de l’Empire.

## États de service
Il entre en service dans l’artillerie le 1er mai 1764, il passe sergent le 15 octobre 1765, et sergent-major le 31 août 1771. 
Il est nommé lieutenant le 9 mai 1778, et capitaine au 3e régiment d’artillerie le 18 mai 1792. Le 26 mars 1793, il est promu chef de bataillon au 4e régiment d’artillerie, puis il est attaché au ministère de la guerre en avril 1793. Le 16 juin 1793, il est affecté à Besançon, comme directeur adjoint de l’artillerie.
Il est nommé chef de brigade le 30 septembre 1793, commandant de l’école d’artillerie de Châlons-sur-Marne, et il est promu général de brigade, inspecteur d’artillerie le 8 avril 1794.
Il est admis à la retraite le 2 août 1795.
Il meurt le 13 mai 1805, à Toul.

## Sources
- (en) « Generals Who Served in the French Army during the Period 1789 - 1814: Eberle to Exelmans »
- Étienne Charavay, Correspondance général de Carnot, tome 3, imprimerie Nationale, 1897.
- Docteur Robinet, Jean-François Eugène et J. Le Chapelain, Dictionnaire historique et biographique de la révolution et de l'empire, 1789-1815, volume 2, Librairie Historique de la révolution et de l’empire, 886 p. (lire en ligne), p. 69
- (pl) « Napoléon.org.pl »